# Сєверська сільська рада
Сє́верська сільська рада (рос. Северский сельский совет) — сільське поселення у складі Ключівського району Алтайського краю Росії.
Адміністративний центр та єдиний населений пункт — село Сєверка.

## Населення
Населення — 1482 особи (2019; 1767 в 2010, 1764 у 2002).